# Montezuma (Colorado)
Montezuma è un centro abitato (town) degli Stati Uniti d'America, situato nella contea di Summit dello Stato del Colorado. Nel censimento del 2000 la popolazione era di 42 abitanti.

## Geografia fisica
Secondo i rilevamenti dell'United States Census Bureau, Montezuma si estende su una superficie di 0,2 km².